# Grete Schaeder
Grete Schaeder (* 1. Juni 1903 in Wien; † 19. September 1990 in Göttingen) war eine Germanistin, die sich insbesondere mit dem Werk von Martin Buber befasste.

## Leben
Ihr Vater war der Hofrat Karl Waranitsch. Sie studierte von 1922 bis 1925 Germanistik und promovierte 1926. Im Jahr 1927 heiratete sie den Orientalisten Hans Heinrich Schaeder (1896–1957), mit dem sie zwei Kinder hatte. Zunächst lebten sie in Berlin, von 1945 an in Braunschweig und siedelten 1946 um nach Göttingen. Das Martin-Buber-Archiv der Hebräischen Universität Jerusalem besuchte sie mehrmals in den Jahren von 1962 bis 1969. Ihr Werk enthält insbesondere die Buber-Biographie Hebräischer Humanismus und dreibändig die Briefwechsel des Religionsphilosophen. 1978 erhielt sie zusammen mit Albrecht Goes die Buber-Rosenzweig-Medaille.

## Veröffentlichungen (Auswahl)
- (mit Hans Heinrich Schaeder) Hugo von Hofmannsthal. Berlin 1933.
- (mit Hans Heinrich Schaeder) Hugo von Hofmannsthal und die geistige Welt. Hameln 1947.
- Gott und Welt. Drei Kapitel Goethescher Weltanschauung. Hameln 1947.
- Hans Carossa. Der heilkundige Dichter. Hameln 1947.
- (mit Hans Heinrich Schaeder) Ein Weg zu T. S. Eliot. Hameln 1948.
- Martin Buber. Hebräischer Humanismus. Göttingen 1966.
- Briefwechsel aus sieben Jahrzehnten. Drei Bände, hrsg. und eingeleitet von Grete Schaeder, Heidelberg 1972–1975.
- Houston Stewart Chamberlain und sein Goethe-Bild. Aufsatz im Goethe-Kalender auf das Jahr 1941. Hrsg. Frankfurter Goethe-Museum, Leipzig 1940.
- als Hrsg.: Hans Heinrich Schaeder, Der Mensch in Orient und Okzident. München 1960.